# Johann Christian Abeille
Johann Christian Abeille   (Bayreuth, 20 de febrer de 1761 - Stuttgart, 2 de març de 1838) fou un compositor, pianista i organista alemany.
Estudià en aquesta ciutat, formà part (1782) de la banda del duc de Wurtemberg, i després (1802) fou mestre dels concerts de palau i organista de la cort. En jubilar-se, al cap de cinquanta anys de serveis, el duc li atorgà una pensió i una medalla d'or. Deixà, diversos concerts per a flauta i d'altres instruments, d'estil fàcil, que encara estan en ús en alguns conservatoris, i algunes peces per a cant. Llurs òperes més notables foren Amor und Psyche (1801) i Peter und Aennchen, però sobresortí més en els concerts, trios, i sobretot en llur música vocal, escrita amb facilitat i elegància.